# Francesco Ermanno di Sassonia-Lauenburg
Francesco Ermanno di Sassonia-Lauenburg (Toužim, 25 febbraio 1629 – Schwarzenbek, 30 luglio 1666) è stato duca di Sassonia-Lauenburg dal 1665 al 1666.

## Biografia
Nacque il 25 febbraio 1629 a Toužim, figlio primogenito ed unico del duca Giulio Enrico di Sassonia-Lauenburg e della sua seconda moglie, Elisabetta Sofia di Brandeburgo (Berlino, 13 luglio 1589 – 24 dicembre 1629, Francoforte sull'Oder), figlia a sua volta dell'elettore Giovanni Giorgio di Brandeburgo e di Elisabetta di Anhalt-Zerbst. Sua madre morì solo dieci mesi dopo averlo dato alla luce e tre anni dopo, nel 1632, suo padre sposò in seconde nozze Anna Maddalena di Lobkowicz.
Alla morte del padre, il 20 novembre 1665, ascese al trono di Sassonia-Lauenburg, ma morì l'anno successivo senza avere lasciato eredi e pertanto gli succedette il fratello minore Giulio Francesco.

## Matrimonio
Nel 1654 Francesco Ermanno sposò sua cugina Sibilla Edvige di Sassonia-Lauenburg (30 luglio 1625 – 1º agosto 1703, Ratzeburg), figlia del duca Augusto di Sassonia-Lauenburg. Il loro matrimonio non produsse eredi.

## Ascendenza
|                                                            |                                                         |                                                                             | Genitori                                                       |  |  | Nonni |  |  | Bisnonni                                      |  |  | Trisnonni                                     |  |
|                                                            |                                                         |                                                                             |                                                                |  |  |       |  |  | 8. Francesco I, IX duca di Sassonia-Lauenburg |  |  | 16. Magnus I, VIII duca di Sassonia-Lauenburg |  |
|                                                            |                                                         |                                                                             |                                                                |  |  |       |  |  | 8. Francesco I, IX duca di Sassonia-Lauenburg |  |  | 16. Magnus I, VIII duca di Sassonia-Lauenburg |  |
|                                                            |                                                         | 17. Caterina di Brunswick-Wolfenbüttel                                      |                                                                |  |  |       |  |  | 8. Francesco I, IX duca di Sassonia-Lauenburg |  |  |                                               |  |
| 4. Francesco II, X duca di Sassonia-Lauenburg              |                                                         |                                                                             |                                                                |  |  |       |  |  | 8. Francesco I, IX duca di Sassonia-Lauenburg |  |  |                                               |  |
|                                                            |                                                         | 9. Sibilla di Sassonia                                                      | 18. Enrico IV, X duca di Sassonia                              |  |  |       |  |  |                                               |  |  |                                               |  |
|                                                            |                                                         | 9. Sibilla di Sassonia                                                      | 18. Enrico IV, X duca di Sassonia                              |  |  |       |  |  |                                               |  |  |                                               |  |
|                                                            |                                                         | 9. Sibilla di Sassonia                                                      | 19. Caterina di Meclemburgo-Schwerin                           |  |  |       |  |  |                                               |  |  |                                               |  |
| 2. Giulio Enrico, XII duca di Sassonia-Lauenburg           |                                                         | 9. Sibilla di Sassonia                                                      |                                                                |  |  |       |  |  |                                               |  |  |                                               |  |
|                                                            |                                                         | 10. Giulio, X principe di Brunswick-Wolfenbüttel e VI principe di Calenberg | 20. Enrico V, IX principe di Brunswick-Wolfenbüttel            |  |  |       |  |  |                                               |  |  |                                               |  |
|                                                            |                                                         | 10. Giulio, X principe di Brunswick-Wolfenbüttel e VI principe di Calenberg | 20. Enrico V, IX principe di Brunswick-Wolfenbüttel            |  |  |       |  |  |                                               |  |  |                                               |  |
|                                                            |                                                         | 10. Giulio, X principe di Brunswick-Wolfenbüttel e VI principe di Calenberg | 21. Maria di Württemberg-Mömpelgard                            |  |  |       |  |  |                                               |  |  |                                               |  |
| 5. Maria di Brunswick-Wolfenbüttel                         |                                                         | 10. Giulio, X principe di Brunswick-Wolfenbüttel e VI principe di Calenberg |                                                                |  |  |       |  |  |                                               |  |  |                                               |  |
|                                                            |                                                         | 11. Edvige di Brandeburgo                                                   | 22. Gioacchino II, XII principe elettore di Brandeburgo (= 12) |  |  |       |  |  |                                               |  |  |                                               |  |
|                                                            |                                                         | 11. Edvige di Brandeburgo                                                   | 22. Gioacchino II, XII principe elettore di Brandeburgo (= 12) |  |  |       |  |  |                                               |  |  |                                               |  |
|                                                            |                                                         | 11. Edvige di Brandeburgo                                                   | 23. Edvige di Polonia                                          |  |  |       |  |  |                                               |  |  |                                               |  |
| 1. Francesco Ermanno, XIII duca di Sassonia-Lauenburg      |                                                         | 11. Edvige di Brandeburgo                                                   |                                                                |  |  |       |  |  |                                               |  |  |                                               |  |
|                                                            | 12. Gioacchino II, XII principe elettore di Brandeburgo | 24. Gioacchino I, XI principe elettore di Brandeburgo                       |                                                                |  |  |       |  |  |                                               |  |  |                                               |  |
|                                                            | 12. Gioacchino II, XII principe elettore di Brandeburgo | 24. Gioacchino I, XI principe elettore di Brandeburgo                       |                                                                |  |  |       |  |  |                                               |  |  |                                               |  |
|                                                            | 12. Gioacchino II, XII principe elettore di Brandeburgo | 25. Elisabetta di Danimarca                                                 |                                                                |  |  |       |  |  |                                               |  |  |                                               |  |
| 6. Giovanni Giorgio, XIII principe elettore di Brandeburgo | 12. Gioacchino II, XII principe elettore di Brandeburgo |                                                                             |                                                                |  |  |       |  |  |                                               |  |  |                                               |  |
|                                                            |                                                         | 13. Maddalena di Sassonia                                                   | 26. Giorgio, IX duca di Sassonia                               |  |  |       |  |  |                                               |  |  |                                               |  |
|                                                            |                                                         | 13. Maddalena di Sassonia                                                   | 26. Giorgio, IX duca di Sassonia                               |  |  |       |  |  |                                               |  |  |                                               |  |
|                                                            |                                                         | 13. Maddalena di Sassonia                                                   | 27. Barbara di Polonia                                         |  |  |       |  |  |                                               |  |  |                                               |  |
| 3. Elisabetta Sofia di Brandeburgo                         |                                                         | 13. Maddalena di Sassonia                                                   |                                                                |  |  |       |  |  |                                               |  |  |                                               |  |
|                                                            |                                                         | 14. Gioacchino Ernesto, I principe di Anhalt                                | 28. Giovanni V, I principe di Anhalt-Zerbst                    |  |  |       |  |  |                                               |  |  |                                               |  |
|                                                            |                                                         | 14. Gioacchino Ernesto, I principe di Anhalt                                | 28. Giovanni V, I principe di Anhalt-Zerbst                    |  |  |       |  |  |                                               |  |  |                                               |  |
|                                                            |                                                         | 14. Gioacchino Ernesto, I principe di Anhalt                                | 29. Margherita di Brandeburgo                                  |  |  |       |  |  |                                               |  |  |                                               |  |
| 7. Elisabetta di Anhalt                                    |                                                         | 14. Gioacchino Ernesto, I principe di Anhalt                                |                                                                |  |  |       |  |  |                                               |  |  |                                               |  |
|                                                            |                                                         | 15. Agnese di Barby-Mühlingen                                               | 30. Volfango I, IX conte di Barby-Mühlingen                    |  |  |       |  |  |                                               |  |  |                                               |  |
|                                                            |                                                         | 15. Agnese di Barby-Mühlingen                                               | 30. Volfango I, IX conte di Barby-Mühlingen                    |  |  |       |  |  |                                               |  |  |                                               |  |
|                                                            |                                                         | 15. Agnese di Barby-Mühlingen                                               | 31. Agnese di Mansfeld                                         |  |  |       |  |  |                                               |  |  |                                               |  |
|                                                            |                                                         | 15. Agnese di Barby-Mühlingen                                               |                                                                |  |  |       |  |  |                                               |  |  |                                               |  |